# HK Bardejov
Der HK Bardejov ist ein slowakischer Eishockeyclub aus Bardejov,  der 2016 gegründet wurde und momentan in der drittklassigen 2. Liga spielt. Seine Heimspiele trägt der Verein im Zimný Štadión Bardejov aus, das 2.800 Zuschauer fasst.  

## Geschichte
Der HC 46 Bardejov wurde 1946 unter dem Namen Sokol Bardejov gegründet. Weitere Namen des zu Zeiten der Tschechoslowakei stets unterklassig spielenden Teams waren Slavoj Bardejov, Partizán Bardejov, sowie TJ Stavstroj TaRS Bardejov, ehe man 1992 den heutigen Namen wählte. Von 1983 bis 1993 trat Bardejov jeweils in der dritten tschechoslowakischen Eishockeyliga an. Nach Auflösung des Staates und der Teilung in die voneinander unabhängigen Staaten Tschechien und Slowakei wurde der HC 46 Bardejov in die drittklassige 2. Liga aufgenommen, in der er ausschließlich spielte, ehe er in der Saison 2006/07 als Meister den Aufstieg in die zweitklassige 1. Liga erreichte. In ihren ersten beiden Spielzeiten im professionellen Eishockey belegten die Mannschaften Bardejovs den elften bzw. achten Rang.
Der Verein fungiert als Farmteam des HC Košice. In der Saison 2011/12 erreichte die Herrenmannschaft des Vereins die Meisterschaft der 1. Liga, durfte aber aufgrund der Kooperation mit dem HC Košice nicht in die Extraliga aufsteigen. 2013 und 2014 folgten zwei weitere Meisterschaften des Klubs in der zweiten Spielklasse, die Relegation gegen den Extraliga-Letzten verlor der HC 46 jeweils und verblieb somit in der 1. Liga.
2016 wurde der HC 46 aufgelöst und durch den Nachfolgeverein HK Bardejov ersetzt.

## Erfolge
- 2007 Meister der 2. Liga und Aufstieg in die 1. Liga
- 2012, 2013, 2014 Meister der  1. Liga